# داشا نکراسووا
داشا نکراسووا (به انگلیسی: Dasha Nekrasova) (زاده ۱۹ فوریهٔ ۱۹۹۱) بازیگر بلاروسی است.
از کارهای معروف او می‌توان به بازی در فیلم جانور و مجموعه وراثت اشاره کرد.